# 琉球列島米国民政府

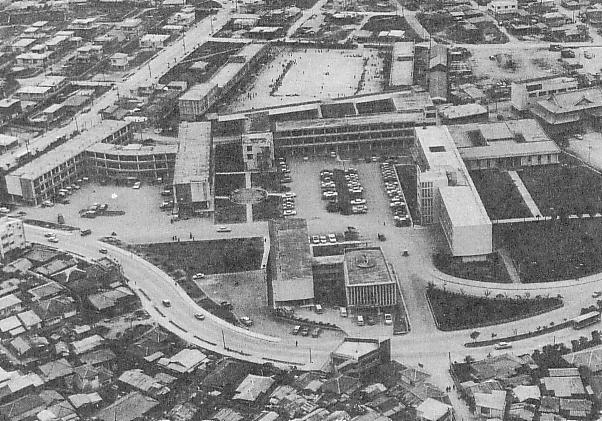
琉球列島米国民政府庁舎「守礼の光（1964年4月号）

琉球列島米国民政府（りゅうきゅうれっとうべいこくみんせいふ、英語: United States Civil Administration of the Ryukyu Islands）は、米軍が沖縄に設けた統治機構。USCAR（ユースカー）と略称されるほか、単に「米国民政府」とも称される。

## 概要
沖縄では1945年（昭和20年）以来軍政が敷かれていたが、1950年（昭和25年）12月5日に米国極東軍総司令部は「琉球列島米国民政府に関する指令」を発し、同12月15日に従来の軍政長官を長とする米国軍政府に代わって、民政長官を長とする琉球列島米国民政府を設置した。
発足当初の機構では、統治責任者の民政長官（Governor）を長とし、その下に民政副長官（Deputy Governor）を置き、さらにその下に置かれた民政官が各専門部局を指揮する体制だった。
その後、1957年（昭和32年）6月5日に大統領行政命令によって組織が再編され、国防長官が統治責任者となり、その直下に米国民政府の長である琉球列島高等弁務官（High Commissioner of the Ryukyu Islands）が設置された。高等弁務官には在沖米軍（琉球陸軍）の司令官が就任し、補佐する民政官には国防長官任命の文官が当てられた。
自治機構である琉球政府は米国民政府の下部組織として位置づけられた。米国民政府の前身に当たる米国軍政府では沖縄での自治権付与が検討され、1950年1月3日に軍政長官の諮問機関として臨時琉球諮詢委員会を設置し、群島知事及び群島議会議員の選挙等について答申するよう指示した。琉球列島米国民政府成立後の1951年（昭和26年）3月31日に臨時琉球諮詢委員会は廃止され、米国民政府布告3号「臨時中央政府の設立」に基づき4月1日に琉球臨時中央政府が設立された。さらに1952年（昭和27年）2月29日の米国民政府布告「琉球政府章典」公布により、同年4月1日に琉球政府が発足した。
琉球政府に対して、米国民政府の民政長官、民政副長官及び高等弁務官は、立法では布告や布令等の立法権、住民立法の拒否権、行政では公務員の罷免権を有した。当初は行政主席の任命権も持っていたが、1965年（昭和40年）に立法院議員選挙制、1968年（昭和43年）に琉球住民選挙制に改正された。司法では琉球上訴裁判所判事の任命権を持ち、「米国民政府裁判所」という独自の裁判所への移送権や刑の執行停止や恩赦権なども持っていた。
北緯30度以南の南西諸島の統治を引き継いだが、1950年12月の琉球列島米国民政府の発足後、1952年2月10日にトカラ列島、1953年12月25日に奄美群島が日本に復帰した。
沖縄本土復帰の前日である1972年5月14日に閉庁（廃止）された。

## 沿革
- 1950年（昭和25年）12月15日 - アメリカ軍による沖縄の長期的統治のため、軍政府から民政府へ改組される[3]。
- 1957年（昭和32年）6月5日 - 民政府の長が高等弁務官となる[3]。
- 1969年（昭和44年）7月25日 - 浦添村の民政府庁舎に過激派学生が侵入する米国民政府乱入事件が発生。
- 1972年（昭和47年）5月14日 - 沖縄返還により民政府が閉庁する。

## 庁舎の変遷

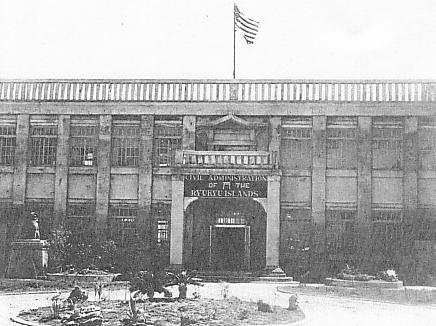
1950年の米国民政府庁舎

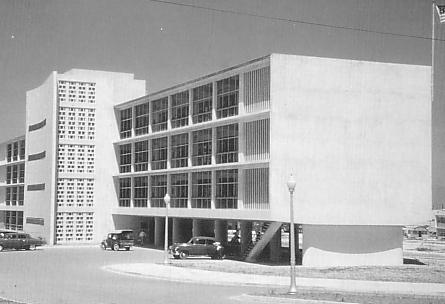
琉球政府行政府ビル（米国民政府が1953年から1968年まで上層階を使用）

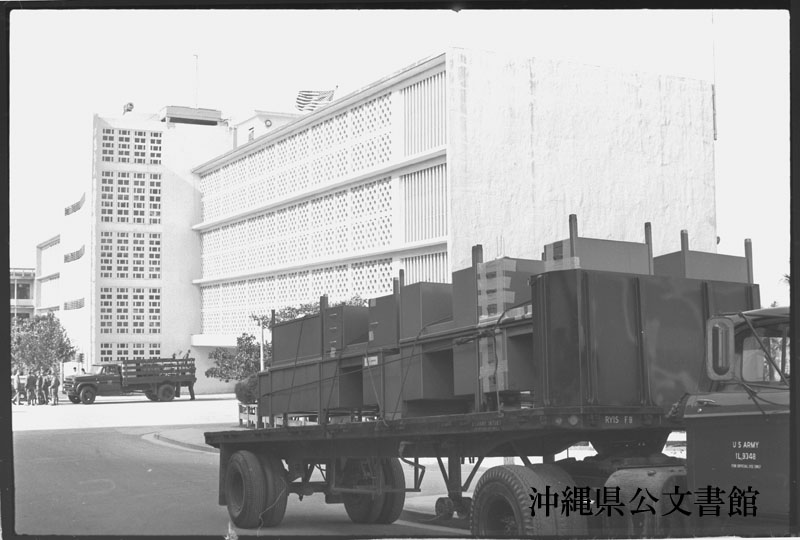
1968年1月9日、琉球政府行政府ビルから牧港補給地区の新庁舎へ移転する米国民政府

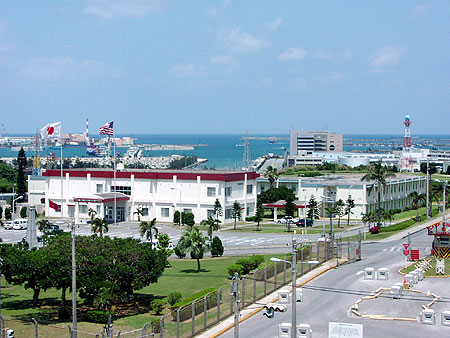
浦添の米国民政府庁舎（1968年-1972年）

1949年（昭和24年）7月25日に沖縄民政府（住民の自治機構）が那覇市久米の旧上山国民学校（元那覇尋常小学校）に移転した後、米国軍政府も12月に那覇市久米の旧上山国民学校に移転し、軍政府長官シーツ少将は那覇市が沖縄の首都となることを発表した。1950年（昭和25年）12月15日に米国軍政府が廃止、米国民政府が設立されてからは、その庁舎となった。
1953年4月28日、現沖縄県庁所在地の那覇市泉崎に琉球政府行政ビルが完成すると、米国民政府は上層階（3階・4階）に、また下層階には1952年4月1日発足に発足した琉球政府が移転した。
1968年1月8日 米国民政府は浦添村（後の浦添市）小湾の牧港補給地区に移り、これが最後の庁舎移転となった。

## 組織（行政府のみ）

### 1952年（昭和27年）10月10日時点
- 民政長官（Governor） - 民政副長官（Deputy Governor）
  - 民政官（Civil Administrator） - 副民政官（Deputy Civil Administrator）、行政官（Executive Officer）
    - 総務課（Administrative Section）
    - 統計課（Programs & Statistics Section）
    - 財政部（Finance Department）
    - 経済部（Economics Department）
    - 通信部（Communications Department）
    - 民間情報教育部（Civil Information & Education Department）
    - 補給部（Supply Department）
    - 公益事業部（Public Services Department）
    - 公衆衛生福祉部（Public Health & Welfare Department）
    - 行政法務部（Government & Legal Department）
    - 宮古民政官府（Miyako Civil Administration Team）
    - 八重山民政官府（Yaeyama Civil Administration Team）
    - 奄美民政官府（Amami Civil Administration Team）

### 1958年（昭和33年）1月10日時点
- 高等弁務官（High Commissioner）
  - 首席民政官室（Office of Civil Administrator）
    - 渉外室（Liaison Office）
    - 渉外報道局（Office of Public Information）
    - 総務部（Office of Administrative Services）
    - 財政部（Finance Department）
    - 法制法務部（Legislative & Legal Department）
    - 経済開発部（Economic Development Department）
    - 司法部（Judicial Department）
    - 保安部（Public Safety Department）
    - 教育部（Education Department）
    - 公衆衛生福祉部（Public Health & Welfare Department）
    - 労働部（Labor Department）
    - 宮古民政官府（Miyako Civil Administration Team）
    - 八重山民政官府（Yaeyama Civil Administration Team）

## 歴代長官

### 民政長官
1. ダグラス・マッカーサー陸軍元帥
2. マシュー・リッジウェイ陸軍中将
3. マーク・W・クラーク陸軍大将
4. ジョン・エドウィン・ハル（英語版）陸軍大将
5. マクスウェル・D・テイラー陸軍大将
6. ライマン・L・レムニッツァー陸軍大将

### 民政副長官
1. ロバート・S・ビートラー（英語版）陸軍少将
2. ハリー・B・シャーマン陸軍准将
3. ロバート・S・ビートラー陸軍少将
4. デビッド・A・D・オグデン（英語版）陸軍少将
5. ジェームス・E・ムーア陸軍中将

### 高等弁務官
1. ジェームス・E・ムーア陸軍中将（民政副長官から留任）
2. ドナルド・P・ブース陸軍中将
3. ポール・W・キャラウェイ陸軍中将
4. アルバート・ワトソン2世陸軍中将
5. フェルディナンド・T・アンガー陸軍中将
6. ジェームス・B・ランパート陸軍中将